# Battaglia del bacino del Brandwater
La battaglia del bacino del Brandwater si svolse nel mese di luglio 1900 nel territorio del bacino del fiume Brandwater nello Stato Libero di Orange durante la seconda guerra boera.
Le truppe britanniche guidate dal capace generale Archibald Hunter, riuscirono con un'abile manovra combinata ad accerchiare nel territorio del fiume compreso tra aspre catene montuose la maggior parte dei combattenti boeri ancora attivi in quella regione guidati dal generale Marthinus Prinsloo che alla fine decisero, dopo alcuni scontri, di arrendersi. La campagna del fiume Brandwater fu per i notevoli risultati raggiunti e per le modeste perdite subite la maggior vittoria britannica della guerra.
Tuttavia prima della chiusura dell'accerchiamento alcuni commando guidati dal generale Christiaan De Wet e dal presidente dello Stato Libero, Martinus Steyn, riuscirono a sfuggire all'accerchiamento ed entro breve tempo ripresero l'attività di guerriglia nel Transvaal occidentale.

## La Grande guerra boera
La seconda guerra boera era iniziata nell'autunno 1899 con una serie di sorprendenti sconfitte iniziali dell'Esercito britannico che aveva dimostrato notevoli carente organizzative e tattiche di fronte alle pericolose e combattive milizie delle Repubbliche boere. Dopo questi inattesi e dolorosi fallimenti, l'alto comando britannico aveva costituito in Africa del Sud dal gennaio 1900 un poderoso corpo di spedizione affidato al comando dell'esperto feldmaresciallo Frederick Roberts che finalmente, dopo alcune difficoltà logistiche, aveva iniziato con successo la grande invasione prima dello Stato Libero d'Orange e quindi, dal 3 maggio 1900, della Repubblica del Transvaal. 
L'armata principale del feldmaresciallo Roberts aveva marciato direttamente verso le capitali boere e aveva ripetutamente sconfitto gli eserciti nemici; il 5 giugno 1900 i britannici entrarono senza incontrare resistenza a Pretoria; i demoralizzati combattenti boeri si ritirarono verso il Transvaal orientale e per un momento sembrò che la resistenza nemica fosse stata fiaccata e che la guerra fosse "praticamente finita". Il feldmaresciallo Roberts aveva deciso di avanzare subito su Pretoria contando in questo modo di provocare un crollo immediato delle resistenza dei capi boeri, tuttavia per affrettare i tempi aveva trascurato di rastrellare metodicamente lo Stato Libero d'Orange dove erano ancora attivi, sparsi nel veld, oltre 8 000 miliziani boeri, tra cui i commando dell'abile generale Christiaan De Wet che erano pronti a riprendere le azioni contro il nemico.
Nonostante la presenza nel territorio dello Stato Libero d'Orange di oltre 20 000 soldati britannici di guarnigione, i boeri riuscirono ad organizzare e portare a termine con successo una serie di pericolosi attacchi alle retrovie, alle linee di comunicazione ed ai presidi isolati nemici. Il 3 giugno 1900 i commando del generale De Wet sorpresero un convoglio britannico diretto ad Heilbron e catturarono cinquantasei carri-viveri e 160 prigionieri; il 6 giugno De Wet sferrò un assalto alla stazione di Roodwal lungo la linea ferroviaria principale e, insieme ai comandanti Steenkamp e Froneman, catturò una grande quantità di armi e munizioni, prese prigionieri altri 486 soldati britannici e distrusse i locali depositi nemici. In precedenza il 31 maggio il fratello di Christiaan De Wet, Piet De Wet, aveva effettuato con pieno successo un audace attacco a Lindley dove aveva sorpreso e distrutto un battaglione della milizia volontaria (Imperial Yeomanry) britannica.
Questa serie di attacchi provocarono grande preoccupazione negli alti comandi britannici; nella confusione del momento si temette che i boeri avessero interrotto completamente la linea ferroviaria per Pretoria ed avessero occupato Kroonstad; lo stesso generale Horatio Kitchener, capo di stato maggiore della forza campale britannica, rischiò di cadere prigioniero durante un attacco alla linea ferroviaria. Il feldmaresciallo Roberts era fortemente preoccupato per la minacciosa situazione nelle sue retrovie; egli decise che, prima di riprendere l'offensiva da Pretoria e avanzare con la maggior parte delle sue forze verso il confine orientale del Transvaal, fosse fondamentale intraprendere una campagna decisiva per eliminare le truppe boere ancora presenti nello Stato Libero d'Orange e catturare od uccidere i capi dei commando più pericolosi, in particolare il generale De Wet e il presidente Martinus Steyn. Il feldmaresciallo Roberts quindi passò al contrattacco facendo tornare a sud del Vaal la divisione di fanteria montata guidata da uno dei suoi migliori luogotenenti, il generale Ian Hamilton, per dare il via al rastrellamento del territorio ancora controllato dai boeri.

## Campagna nel bacino del fiume Brandwater

### Offensiva britannica

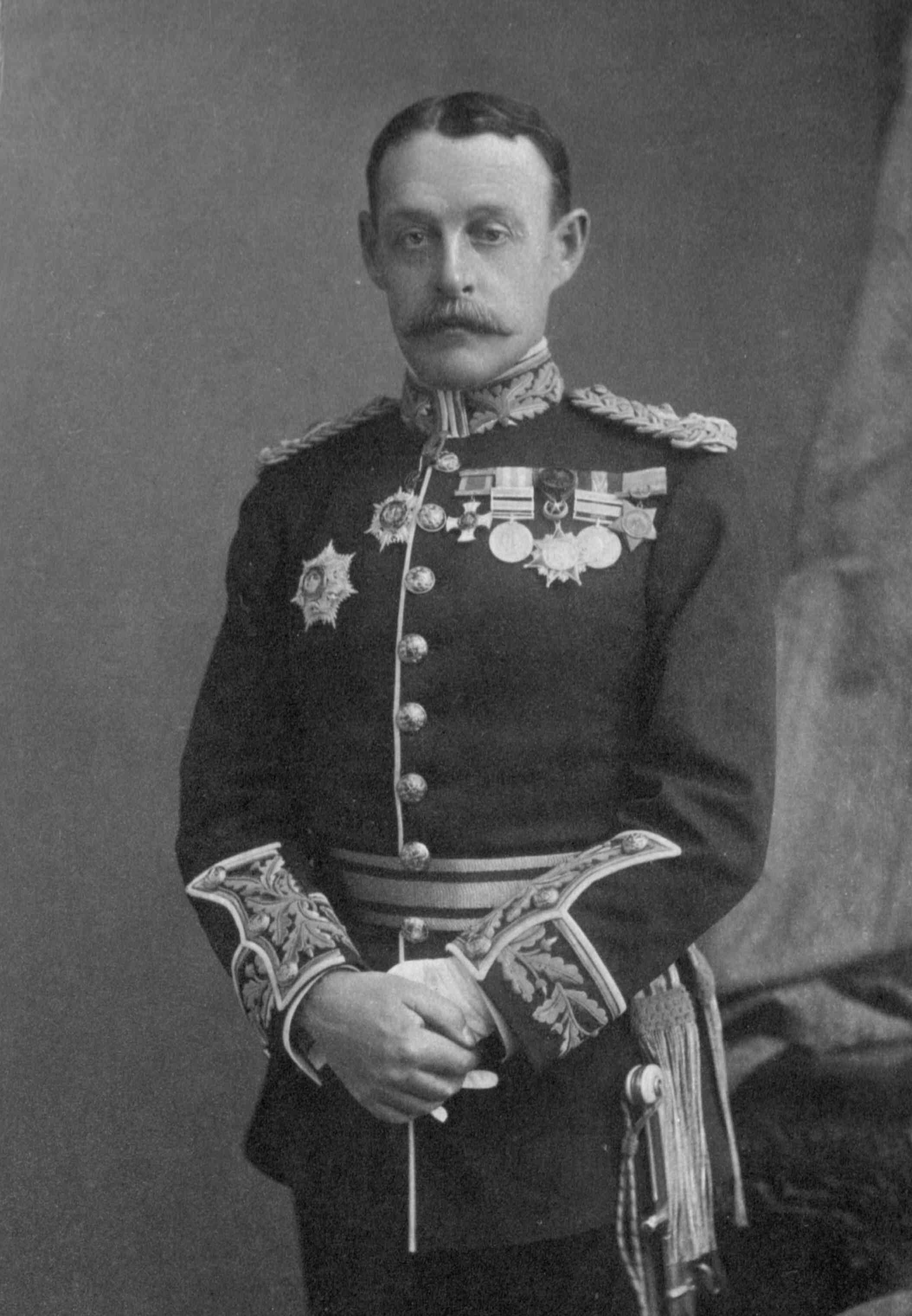
Il generale Archibald Hunter.

Il 23 giugno 1900 il generale Hamilton ebbe un serio incidente e si ruppe la clavicola a causa di una caduta da cavallo; quindi dovette cedere il comando delle forze assegnate alle operazioni contro i commando dello Stato Libero; al suo posto venne incaricato di dirigere l'offensiva il generale Archibald Hunter che si era già dimostrato nelle fasi precedenti della guerra uno dei comandanti più abili e preparati del corpo di spedizioni britannico. Il generale Hunter, veterano delle campagne in Egitto e Sudan, inizialmente aveva fatto parte dello stato maggiore del generale George Stuart White in Natal ed era rimasto bloccato con la guarnigione britannica in Ladysmith. Nel corso del lungo assedio aveva svolto con successo importanti compiti di comando assicurando la difesa della città; dopo la liberazione di Ladysmith era stato incaricato dal feldmaresciallo Roberts di assumere la guida di una divisione di fanteria con la quale era avanzato sul fianco sinistro dell'armata principale diretta a Pretoria contribuendo alla liberazione di Mafeking.
Per l'offensiva nello Stato Libero d'Orange contro le forze boere del presidente Steyn, il generale Hunter disponeva di forze considerevoli; oltre alla divisione di fanteria montata del generale Hamilton erano state concentrate sotto il suo comando anche reparti della 8ª Divisione del generale Leslie Rundle e della cosiddetta "Divisione coloniale" del generale Edward Brabant. Complessivamente il generale Hunter aveva il comando delle brigate di fanteria dei generali Hector MacDonald, Ralph Arthur Clements, Arthur Paget e Bruce Hamilton, e delle brigate a cavallo dei generali Robert Broadwood e C.P. Ridley.

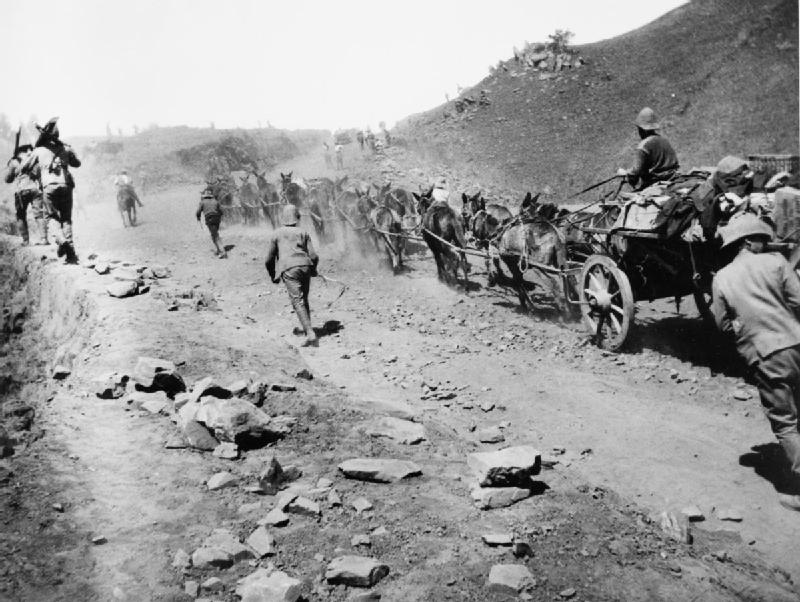
Colonna di rifornimenti britannici.

Con queste numerose truppe era previsto che il generale Hunter cercasse di bloccare e costringere alla resa le forze boere dello Stato Libero mediante una serie di movimenti combinati che avrebbero dovuto isolare gli 8 000 combattenti nemici nel bacino del fiume Brandwater, nel territorio nord-orientale dello stato. Questa aspra regione collinosa era delimitata a settentrione dalle ripide catene montuose del Wittebergen ("montagne bianche") a ovest e del Roodebergen ("montagne rosse") a est attraverso le quali erano disponibili solo un numero molto limitato di valichi. Il generale Hunter quindi era stato incaricato dal feldmaresciallo Roberts di avanzare progressivamente verso il bacino del Brandwater e bloccare tutte le vie d'uscita attraverso le montagne, schiacciando le forze boere contro la frontiera del Basutoland. Nel caso in cui i boeri avessero cercato di sconfinare nel territorio basuto, il residente britannico sul posto aveva già preso accordi con il capo locale Jonathan affinché fosse loro negato, anche con la forza, il diritto di passaggio.
I primi giorni di luglio il generale Hunter diede inizio alla grande manovra mettendo in movimento le sue forze divise in quattro colonne; i problemi principali che il generale doveva affrontare erano rappresentati soprattutto dalla difficoltà logistiche e di rifornimento attraverso un territorio spoglio e ostile, dalla necessità di controllare le sue retrovie, dal coordinare accuratamente i movimenti delle colonne. Inoltre c'era il rischio che i boeri potessero sbucare fuori dai valichi prima ancora che le colonne britanniche fossero state in grado di occuparli. Nonostante le notevoli forze disponibili, il generale Hunter dovette lasciare indietro a protezione delle sue colonne di punta, truppe molto numerose e quindi egli comunicò che non disponeva di truppe sufficienti per chiudere contemporaneamente tutti i passi; in particolare egli riferì al feldmaresciallo Roberts che il valico più orientale sui Roodebergen, il Naauwpoort, sarebbe rimasto scoperto. 

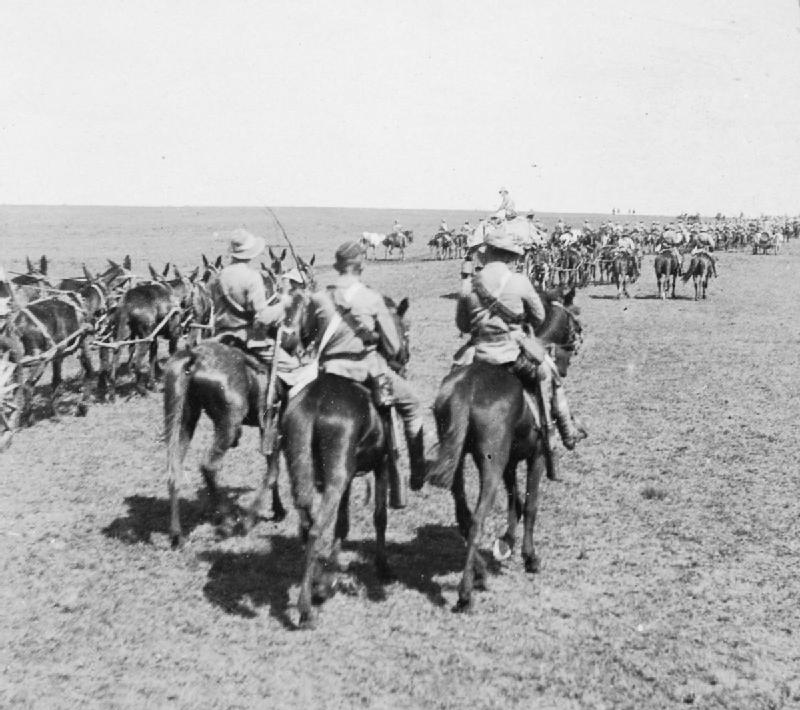
Truppe montate britanniche in avanzata nel veld.

L'8 luglio 1900 il generale Hunter raggiunse la cittadina di Bethlehem con i reparti d'avanguardia della sua colonna centrale costituita dai reparti montati irregolari delle "Tigri di Remington", dai cosiddetti "Scouts di Lovat" e da tre battaglioni scozzesi di fanteria; da questo centro i britannici giunsero finalmente in vista delle aspre catene montuose dei Wittebergen e Roodebergen dietro le quali si presumeva fossero raccolte le forze boere. Le truppe britanniche giunte a Bethlehem dovettero però arrestarsi per alcuni giorni in attesa dell'arrivo dei rifornimenti; il generale Hunter inoltre, a causa delle carenze del servizio informazioni e della mancanza di notizie precise, non era ben informato dei movimenti del nemico. Il 15 luglio un importante contingente di truppe boere riuscì a sfuggire all'accerchiamento britannico attraverso il valico centrale dello Slabber's Nek; questi commando boeri proseguirono a nord verso Lindley e misero in pericolo i carri di buoi britannici. Il generale Hunter decise quindi di mandare subito a nord all'inseguimento dei boeri in fuga le due brigate di cavalleria dei generali Broadwood e Ridley che tuttavia non riuscirono ad agganciare il nemico.
All'interno del territorio del bacino del Brandwater si trovavano all'inizio della campagna gran parte delle forze boere superstiti dello Stato Libero d'Orange guidate dal presidente Steyn in persona; di fronte al rischio di un accerchiamento generale, i capi boeri avevano deciso di organizzare un piano di fuga scaglionato in varie fasi che prevedeva la ritirata iniziale di un primo gruppo guidato dal generale De Wet con il presidente Steyn; subito dopo avrebbero dovuto fuggire i gruppi del generale Roux e del generale Crowther; alla fine all'interno del bacino sarebbero dovuti rimanere solo i commando del generale Marthinus Prinsloo. La notte del 15 luglio era stato il primo gruppo di 1 800 boeri guidato da De Wet e Steyn che era riuscito a superare lo sbarramento britannico e, passando per lo Slabber's Nek, era fuggito a nord, senza essere intercettato dalla cavalleria britannica lanciata all'inseguimento dal generale Hunter. Questo successo iniziale però fu presto vanificato dal crollo del morale tra i miliziani boeri e dalla discordia tra i comandanti rimasti all'interno del bacino del Brandwater. Invece di seguire il piano originale, i capi boeri, privi della guida di Steyn e soprattutto del generale De Wet, avevano rinunciato ai progetti di fuga e avevano deciso di cercare di difendere i valichi dei Roodebergen e Woodebergen e bloccare l'avanzata britannica. In questo modo rischiavano di essere accerchiati e costretti alla resa.

### Resa del generale Prinsloo
Il generale Hunter, dopo aver inviato a nord le due brigate di cavalleria per cercare di intercettare i boeri in fuga, aveva deciso di rimanere a Bethlehem con la sua colonna ancora alcuni giorni per dare tempo alle altre forze di raggiungere le posizioni prestabilite e sferrare un attacco coordinato ai valichi delle montagne. L'avanzata britannica all'interno del territorio dello Stato Libero era stata caratterizzata fin dall'inizio da misure di grande durezza; su ordine del generale Hunter che a sua volta metteva in pratica le nuove e più dure direttive del feldmaresciallo Roberts, le truppe britanniche avevano sistematicamente demolito e incendiato le fattorie boere sparse nel veld; con queste misure punitive si intendeva dissuadere la popolazione dall'aiutare i combattenti e si credeva di poter minare il morale delle famiglie boere. Le colonne del generale Hunter avanzavano lasciandosi dietro una scia di distruzioni.
Mentre attendeva l'arrivo dei colonne di rifornimenti e della brigata del generale Ralph Clements, il generale Hunter aveva finalmente ricevuto notizie precise sulla posizione e le intenzione dei reparti boeri ancora presenti nel bacino del Brandwater. Da due agenti infiltrati in Basutoland si apprese che i boeri sembravano intenzionati a sfuggire dalla trappola passando a ovest per Ficksburg; il 19 luglio alcuni esploratori riferirono che il nemico era ancora fermo e presidiava il passo orientale di Naauwpoort; il quartier generale boero venne individuato a Fouriesburg. Il 19 luglio arrivarono i carri di buoi e il giorno seguente il generale Clements raggiunse le posizioni previste; quindi il 23 luglio il generale Hunter poté dare inizio alla fase finale della campagna.
Il piano del generale Hunter prevedeva la costituzione di una serie di colonne per attaccare i valichi principali; il generale Rundle avrebbe conquistato i valichi più occidentali del Commando Nek e del Witnek; al centro lo Slabber's Nek sarebbe stato assaltato dai generali Clements e Paget. Il generale Hunter avrebbe diretto personalmente l'attacco di tre battaglioni Highlander al Retief's Nek e infine il generale Bruce Hamilton avrebbe diretto la conquista del Naauwpoort. In realtà il valico più orientale dei Roddebergen, la cosiddetta "Porto d'oro" in un primo momento non sarebbe stato bloccato; il generale Hunter riteneva, sulla base delle informazioni disponibili che i boeri non avrebbero tentato di fuggire attraverso quel passo.
L'offensiva finale britannica del 23 luglio non incontrò una grande resistenza da parte dei difensori boeri; lo Slabber's Nek venne assaltato, dopo la marcia di avvicinamento delle avanguardie della Imperial Yeomanry, da un battaglione di fanteria irlandese che conquistò la posizione, in apparenza quasi invalicabile per la sua difficoltà naturale, con un poco costoso assalto alla baionetta. Gli scontri più duri si verificarono sul Retief's Nek dove la colonna guidata personalmente dal generale Hunter incontrò maggiore resistenza. In un primo tempo gli scouts di Lovat e le "Tigri" occuparono il passo senza difficoltà ma nella valle sottostante erano schierati i boeri che si difesero fino al 25 luglio quando alla fine due battaglioni scozzesi, il Black Watch e il Seaforth Highlanders, supportati da una potente artiglieria, riuscirono ad avere la meglio pur subendo perdite elevate.

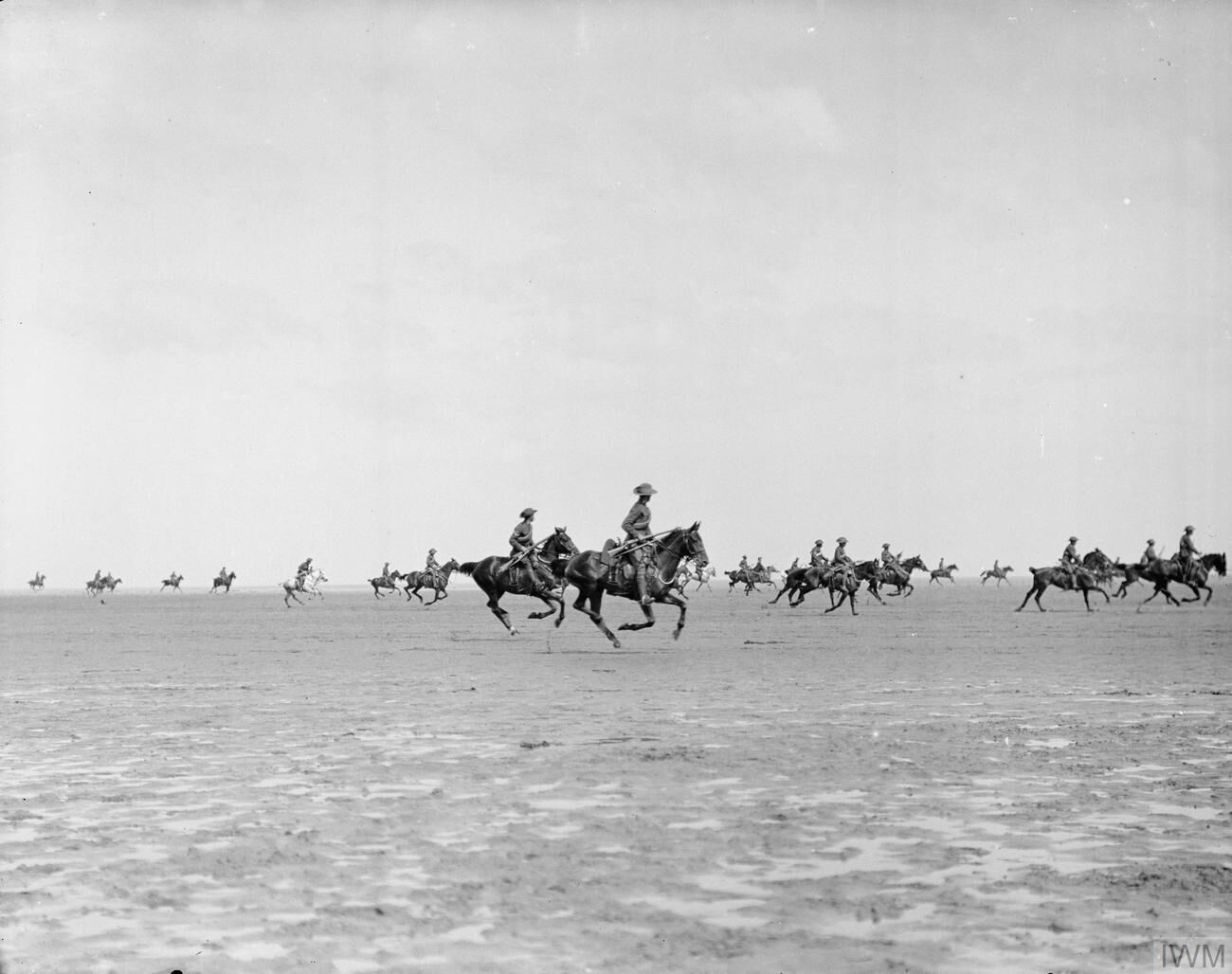
Cavalleria britannica della Imperial Yeomanry al galoppo nel veld.

Dopo aver superato la resistenza sui valichi, il generale Hunter raggruppò le sue forze con l'arrivo anche delle colonne del generale Clements e del generale Paget; quindi il generale decise di avere abbastanza truppe per dirottare i suoi reparti scozzesi della brigata Highland del generale MacDonald in appoggio alla colonna del generale Bruce Hamilton, e conquistare il Naauwpoort e soprattutto bloccare la "Porta d'oro" a est che era ancora sguarnita. Con il resto delle truppe il generale Hunter marciò lentamente verso Fouriesburg dove si contava di trovare e bloccare i commando boeri ormai privi di vie di scampo. All'alba del 29 luglio, mentre le truppe britanniche della colonna principale del generale Hunter arrivavano facilmente allo Slaap Kranz, vicino Fouriesbourg, a est alle ore 07.00 il generale Bruce Hamilton riuscì finalmente ad occupare la "Porta d'oro" chiudendo definitivamente la trappola.
Fino al 28 luglio la "Porta d'oro" era rimasta aperta e i boeri avrebbero verosimilmente potuto sfuggire abbandonando i carri e raggiungere Harrysmith, ma i combattenti e i capi erano sfiduciati e demoralizzati, e ritennero inutile continuare la resistenza. Al mattino del 29 luglio il generale Martinus Prinsloo, apprese le cattive notizie dai passi orientali e, a conoscenza dell'arrivo di preponderanti forze britanniche, inviò un parlamentare con bandiera bianca al comando del generale Hunter per trattare la resa di tutte le truppe boere ancora presenti nel bacino di cui affermava essere il comandante generale. In realtà il generale Roux in un primo tempo si oppose a questa decisione del generale Prinsloo; ma egli, trovandosi lontano verso la "Porta d'oro", non era presente a Fouriesbourg al momento delle trattative e quando arrivò al quartier generale boero finì per accettare a sua volta la resa. Durante le trattative di resa il generale Hunter rifiutò di accettare le richieste del comandante Prinsloo che pretendeva che i boeri fossero lasciati liberi di tornare alle proprie case, ma non impose la resa incondizionata e consentì che i miliziani prigionieri potessero mantenere i propri beni privati e gli effetti personali. Il generale non intendeva perdere tempo in lunghe discussione; egli temeva ancora per la sicurezza delle sue retrovie ed era impaziente di concludere la campagna e ripartire verso nord per partecipare all'inseguimento del generale De Wet.
La resa effettiva dei boeri accerchiati nel bacino del Brandwater continuò per molti giorni; i commando cedettero le armi progressivamente e mantennero il possesso dei cavalli ed anche dei carri; i depositi di munizioni e i fucili furono raccolti dalle truppe britanniche che poi procedettero alla loro distruzione incendiando tutto il materiale. I prigionieri apparvero ai soldati britannici inermi e scarsamente risoluti, sollevati dalla fine dei combattimenti. Solo il generale Olivier rifiutò di accettare la resa conclusa dal generale Prinsloo e, violando gli accordi, fuggì attraverso la "Porta d'ora" con 1 500 boeri. Il 10 agosto 1900 le procedure di resa dei boeri e di raccolta e distruzione dei materiali erano ormai concluse e il generale Hunter poté abbandonare con una parte delle sue forze il bacino del Brandwater per ritornare a Bethlehem e proseguire verso nord alla ricerca del generale De Wet.

## Bilancio e conseguenze

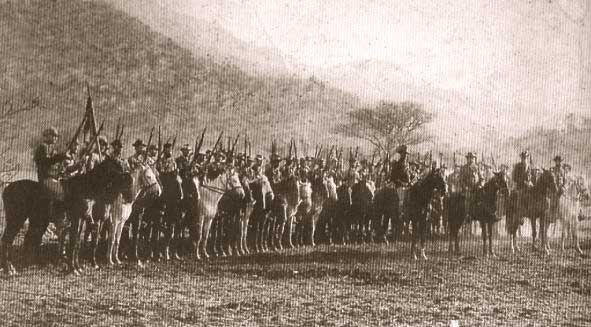
Un commando boero.

La campagna nel bacino del Brandwater si concluse con un rilevante successo delle forze britanniche del generale Hunter; furono fatti prigionieri in totale 4 314 combattenti boeri, tra cui tre generali e sei comandanti di commando; vennero inoltre recuperati due cannoni britannici catturati dagli uomini del generale De Wet dopo l'imboscata del Sanna's Post il 31 marzo 1900. In termini numerici si trattò della maggiore vittoria britannica dell'intera seconda guerra boera, superiore anche alla battaglia di Paardeberg. I britannici non avevano incontrato molta resistenza e raggiunsero il successo a prezzo di perdite limitate; in due settimane furono contati solo 33 morti e 242 feriti.
Il feldmaresciallo Roberts apprese con soddisfazione le notizie sull'andamento delle operazioni del generale Hunter nel bacino del Brandwater; gran parte del territorio dello Stato Libero d'Orange sembrava ormai rastrellato, la maggior parte dei comando boeri erano stati distrutti, i superstiti del generale De Wet erano in fuga a nord del Vaal e sembrava imminente anche la loro cattura; il comandante in capo affermò in una lettera diretta alla Regina Vittoria che i recenti successi "concludono praticamente la guerra nell'ambito della Colonia del fiume Orange".
In realtà anche la riuscita campagna nel bacino del fiume Brandwater aveva mancato l'obiettivo più importante; il generale De Wet ed i suoi uomini, accompagnati dal presidente Steyn, erano sfuggiti alla cattura ancora una volta e quindi i principali capi boeri erano in grado di continuare la resistenza. Il generale De Wet apprese nei primi giorni d'agosto, da notizie comunicate dai suoi inseguitori britannici confermate da una lettera personale del generale Prinsloo, della resa nei Brandwater. Nonostante la pessima notizia egli tuttavia era determinato a continuare a combattere; dimostrando la consueta abilità tattica sarebbe riuscito entro la metà del mese di agosto a superare lo sbarramento delle colonne britanniche che il generale Kitchener e il generale Hamilton avevano organizzato per bloccarlo; De Wet e i suoi uomini riuscirono a passare a nord del Vaal e trovarono temporaneo rifugio nel Transvaal occidentale oltre la catena del Magaliesberg da dove avrebbero presto ripreso la loro pericolosa azione di guerriglia.